# アクシバ
アクシバ（灰汁柴、学名: Vaccinium japonicum）はツツジ科スノキ属の落葉低木。山地の林縁などに生える。中国名は、日本扁枝越橘。

## 特徴
落葉広葉樹の低木で、樹高は30 - 50センチメートル (cm) になる。若い枝には鈍い稜があり、緑色で無毛。樹皮は灰褐色で、不規則に縦に裂けて剥がれる。一年枝はジグザグ状になり、緑色で平たくて稜があり、無毛である。
葉は紙質で、長さ1ミリメートル (mm) になる葉柄をもって互生する。葉身は楕円形または卵状楕円形で、長さ1.5 - 6 cm、幅0.7 - 2.5 cmになり、先端はとがり、基部は円形、鈍形または浅心形になる。葉の表面は濃緑色で脈上に短毛が生え、裏面はやや粉白色を帯び、無毛。葉の縁に先が腺毛になる細鋸歯がある。
花期は6 - 7月。葉腋から長い花柄を伸ばし、1個の花を下向きにつける。花柄は長さ10 - 15 mmになり、細く無毛、花柄の基部には1 - 2枚の小包葉があるが、早く落ちる。萼筒は長さ1.5 mmの鐘形で、先端は開いて4裂し、裂片は3角形となり、先はとがる。花冠は淡紅紫色で、つぼみ状態で長さ1 cmの披針形になり、開花時に花冠裂片が基部近くまで深く4裂し、先が外側にくるくると巻き込む。雄蕊は8本ある。果実は径5 mmの球状の液果で、赤色に熟す。果実は食用になる。
冬芽は長卵形で紅紫色や緑白色をしており、2枚の芽鱗に包まれている。枝の先には仮頂芽がつき、枝上部の側芽とほぼ同じ大きさである。側芽は枝に互生する。葉痕は三日月形で、維管束痕が1個つく。
- 葉腋から1個ずつ花を下垂する。
- 花冠裂片の先が外側にくるくると巻き込む。

## 分布と生育環境
日本では、北海道、本州の東北地方、中部地方北東部および関東地方北部から九州に分布し、山地帯の林縁に生育する。アジアでは、樺太にも分布する。
東日本には無毛のアクシバが、西日本には毛が生える変種のケアクシバが分布する。

## 品種、変種
- ハゴロモアクシバ（キレハアクシバ） Vaccinium japonicum Miq. f. incisum (F.Maek.) T.Yamaz.
- ケアクシバ（毛灰汁柴） Vaccinium japonicum Miq. var. ciliare Matsum. ex Komatsu -若い枝の溝に条をなして短毛が生え、しばしば長い腺毛を伴う。日本では、本州の中部地方南西部以西、四国、九州に分布し、山地帯の林縁に生育する。アジアでは、朝鮮の済州島に分布する。